# بندق قارح
بندق قارح أو القَارَحُ (الاسم العلمي Caesalpinia bonduc)، شجرة صغيرة عارشة من فصيلة البقماوات العندمية فروعها قليلة. أوراقها مركبة شائكة. أزهارها صفراء اللون الباهت. ثمارها ثخينة شائكة. بزورها كروية الشكل آحية التركيب، 